# 宁卡西
宁卡西是古苏美尔人的啤酒守护女神。
她的父亲是“努迪穆德”（Nudimmud）之主恩基，母亲为阿勃祖（Abzu）女王宁提（Ninti）。她也是为了治愈恩基的八伤而被创建的八个孩子之一。此外，她是啤酒女神。她还是“激流”之水，她用来“满足欲望”的女神，她每天都会准备饮料。
在古代美索不达米亚的啤酒酿造是唯一受性别限制的职业，并受到女性神灵/女神的保护，特别是宁卡西（Ninkasi），她保护着啤酒的生产。西里斯（Siris）-酒精类饮料的守护神，她的配偶，有时也认为是她的兄弟，也暗指啤酒；西杜里（Siduri）则隐含对啤酒的享受。

## 宁卡西赞歌
苏美尔书面语言和相关的泥板书是人类最早的著作之一。19世纪初来学术界研究开发了一些工具翻译了各种苏美尔文档。宁卡西的名字经常出现在古苏美尔人对啤酒的各种赞歌中，其中一首赞道：“宁卡西，是你双手捧着那无上甜美的麦芽汁；宁卡西，是你将滤清的啤酒从瓮中倾倒，恰似底格里斯河与幼发拉底河的激流。”
有一首英文标题为《宁卡西赞歌》的诗，实际上是一啤酒酿造配方。根据英国牛津大学的翻译，它介绍了把面包、酵母、麦芽与谷物混合浸泡，将其液体贮藏在容器中发酵，最后过滤收集到一个容器中的整个过程。

## 现代用途
- 位于俄勒冈州尤金市的宁卡西酿酒公司，就是以她的名字命名的；
- 美国加利福尼亚州的安佳（Anchor）酿酒公司利用《宁卡西赞歌》配方酿制出一款“宁卡西啤酒”；
- 2002年，英国以宁卡西的名义，鼓励女性喝传统手工酿造的啤酒。
- 2010年，法国里昂出现“宁卡西”酒吧，并每年组织啤酒节活动。

## 参阅
- 捷克布尔热（英语：Gambrinus）
- 小行星4947 宁卡西
- 宁卡西奖（英语：Ninkasi Award）
- 啤酒的历史